# Prowincja brazylijska Niepokalanego Poczęcia Najświętszej Maryi Panny Zakonu Braci Mniejszych
Prowincja brazylijska Niepokalanego Poczęcia NMP (port. Província da Imaculada Conceição do Brasil) − jedna z prowincji Zakonu Braci Mniejszych z siedzibą prowincjała w São Paulo w Brazylii.
Ministrem prowincjalnym jest o. César Külkamp OFM, wikariuszem prowincji o. Gustavo Medella OFM.
Dom postulatu znajduje się w Guaratinguetá, nowicjat w Rodeio, studentat w Campo Largo i Petrópolis.

## Historia
Prowincja została wydzielona z brazylijskiej Prowincji św. Antoniego Padewskiego w 1675 roku. Podziału dokonał bullą Pastoralis Officii z 15 lipca 1675 papież Klemens X. W momencie powstania prowincja liczyła 10 klasztorów. Najstarszym był zbudowany w 1591 roku klasztor w Vitória. Siedzibą prowincjała był klasztor Santo Antônio w Rio de Janeiro z 1608 roku. W klasztorze tym przez 200 lat istniało seminarium. Konwent posiadał jedną z największych bibliotek w Brazylii. Pozostałe klasztory prowincji znajdowały się wː Macacu, Penha, Angra dos Reis, Itanhaém, São Sebastião i Taubaté. W następnych latach franciszkanie zbudowali konwenty wː Cabo Frio, Itu oraz na Ilha do Bom Jesus da Coluna w Zatoce Guanabara. W tym początkowym okresie, oprócz posługi sakramentalnej bracia mniejsi udawali się na tereny misyjne, prowadzili nieodpłatne szkoły, duszpasterzowali wśród niewolników w portach i na plantacjach oraz wśród górników na obszarach Minas Gerais i Goiás. Działalność wśród ubogiej ludności prowadził, m.in. ojciec Antoni od św. Anny Galvão, kanonizowany w 2007 roku.
Od 1764 roku, na mocy dekretu portugalskiego premiera Markiza de Pombal, nie było możliwe wstępowanie do zakonu. Prawo to uchylone zostało w 1777 roku. Kolejne ograniczenie dotyczące przyjmowania nowych adeptów do nowicjatu nastąpiło w roku 1855, po powstaniu Cesarstwa Brazylii. Dekret z 18 maja zabronił przyjmowania do nowicjatu przez jakiekolwiek rodziny zakonne i zgromadzenia. Prowincja Niepokalanego Poczęcia NMP została zredukowana do jednego zakonnika, był nim br. João do Amor Divino Costa, mieszkający w klasztorze w Rio. Dopiero 7 stycznia 1890 zniesiono obowiązujące prawodawstwo dotyczące nowicjatu i możliwości wjazdu na teren Brazylii zakonników z innych krajów. Do Teresópolis przybyło 10 lipca 1891 czterech braci z saksońskiej Prowincji Świętego Krzyżaː Armando Bahlmann, Xisto Maiwes, Humberto Themans i Maurício Schmalor. Przybyszom władze kościelne powierzyły prowadzenie parafii w Teresópolis 12 listopada 1891 roku. Do parafii należało 14 wiosek, a ludność zamieszkująca obszar parafii była w większości wyznania luterańskiego. Z czasem zaczęły powstawać nowe fundacje franciszkańskie w takich miejscowościach, jakː Lages, Blumenau, Rodeio, Petrópolis, Curitiba. Zaś po roku 1900ː Gaspar, Curitibanos, Santo Amaro da Imperatriz, Quissamã, Palmas, Florianópolis. Z Niemiec przybyło do pracy w Brazylii ponad 200 braci. 14 września 1901 ponownie zaczęły funkcjonować dwie oddzielne prowincjeː Świętego Antoniego na północy i Niepokalanego Poczęcia na południu.
Jeśli chodzi o ilość członków, dwukrotnie w historii Prowincja Niepokalanego Poczęcia liczyła ponad 700 braciː w 1959 i 1966 roku. Spadek liczby powołań obserwowalny jest od lat 70. XX wieku.

## Działalność
Franciszkanie z Prowincja Niepokalanego Poczęcia w Brazylii w początkowym okresie istnienia prowadzili działalność ewangelizacyjną, wyruszając z dużych klasztorów zlokalizowanych w miastach. Obecnie zakonnicy prowadzą parafie i szkoły. Prowincja posiada własne wydawnictwo i drukarnię z siedzibą w Petrópolis – Editora Vozes – założone w 1901 roku. Prowincja prowadzi misje w Chile i Angoli.

## Klasztory prowincji
Prowincja Niepokalanego Poczęcia NMP w Brazylii posiada swoje domy zakonne w następujących miejscowościach (w niektórych kilka klasztorów)ː

- Vila Velha
- Vitória
- Rio de Janeiro
- São Paulo
- Santos
- São Sebastião
- Lages
- Blumenau
- Rodeio
- Petrópolis
- Kurytyba
- Gaspar
- Curitibanos
- Santo Amaro da Imperatriz
- Florianópolis
- Guaratinguetá
- Amparo
- Angelina
- Luzerna
- Ituporanga
- Concórdia
- São João de Meriti
- Sorocaba
- Paty do Alferes
- Xaxim
- Pato Branco
- Niterói
- Agudos
- Nilópolis
- Bauru
- Coronel Freitas
- Chopinzinho
- Ituporanga
- Balneário Camboriú
- Bragança Paulista
- Xanten (Niemcy)
- Rondinha
- Santo Amaro da Imperatriz
- Duque de Caxias
- Venda das Pedras
- Malanje (Angola)
- Luanda (Angola)
- Colatina
- Quibala (Angola)